# Neoglyphea
Neoglyphea je rod mořských desetinožců podobných humrům, dorůstajících délky 7–15 cm. Má jasně oranžové zbarvení, hlavohruď je kryta karapaxem, charakteristickým znakem je výrazně prodloužený epistom; složené oči jsou velké a nohy abnormálně dlouhé. Příslušníci rodu se vyskytují v bentosu v hloubce okolo 200 m. O jejich životě je známo dosud málo: jsou aktivní spíše ve dne, jsou draví, mohou se dožít minimálně pěti let. Podle velikosti pohlavního otvoru se předpokládá, že larvální stadium je relativně krátké.
Neoglyphea je lazarský taxon: patří do čeledi Glypheidae, která zaznamenala největší rozmach v mezozoiku a předpokládalo se, že vyhynula před padesáti miliony let. Teprve v roce 1975 byl identifikován jeden exemplář v materiálu, který nasbírala v roce 1908 výzkumná loď USS Albatross v Manilské zátoce. Od té doby bylo nalezeno sedmnáct jedinců, vesměs v oblasti okolo Filipín nebo v Timorském moři. Rod Neoglyphea (doslova „nová Glyphea“) zahrnuje jediný známý recentní druh N. inopinata (z latinského „inopinatus“, nečekaný). V roce 2006 byl v Korálovém moři objeven další druh Neoglyphea neocaledonica, ten byl však později překlasifikován do samostatného rodu Laurentaeglyphea.